# Jezero kop Grahovčići
Jezero kopa Grahovčići se nalazi u Bosni i Hercegovini oko 15 kilometara od grada Zenice kod sela Grahovčići u općini Travnik. Jezero nema dotoka vode putem neke rječice ili potoka, već od podzemnih izvora i padalina, a svake godine se nivo vode povećava.